# Markus Pieper (Politiker)

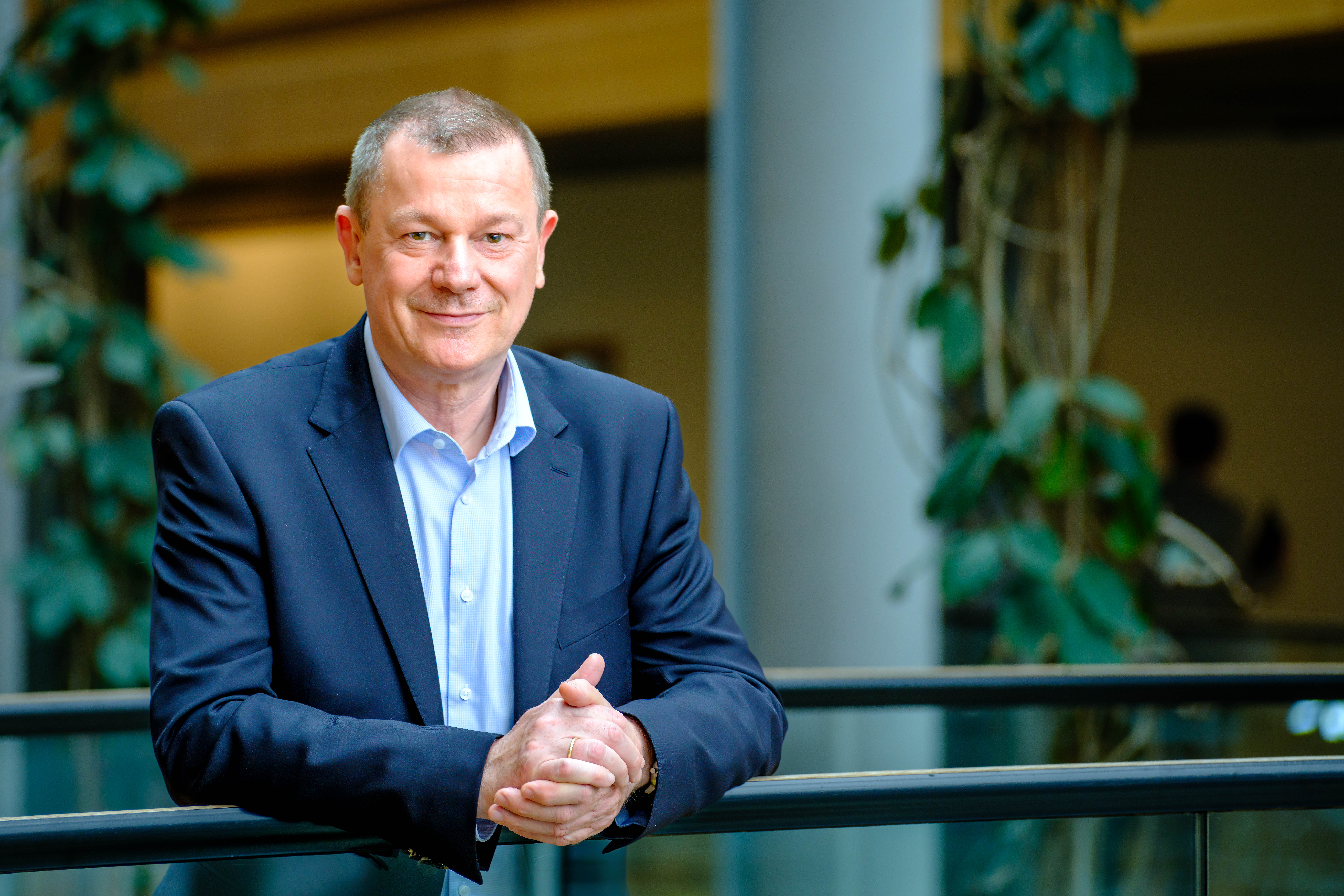
Markus Pieper im Europäischen Parlament 2022

Markus Pieper (* 15. Mai 1963 in Hameln) ist ein deutscher Politiker und ehemaliger Verbandsgeschäftsführer. Von 2004 bis 2024 war er Europaabgeordneter der CDU für Nordrhein-Westfalen und den Wahlkreis Münsterland. Heute ist er Lehrbeauftragter und selbständiger Dienstleister für Wirtschaftskammern, Unternehmen und Europäische Institutionen.

## Leben und Beruf
Pieper studierte Geographie, Volkswirtschaft und Raumplanung an den Universitäten Hannover und Göttingen. Als Diplom-Geograph promovierte er 1994 über den Bedeutungswandel industrieller Standortfaktoren bei Ludwig Schätzl. Ab 1989 und später, parallel zur Dissertation, arbeitete Pieper als Projektleiter bei der Unternehmens- und Kommunalberatung Troje GmbH in Hann. Münden. Im Jahre 1994 wechselte er zur Industrie- und Handelskammer Osnabrück-Emsland und wurde dort 1996 Geschäftsführer. Von 1998 bis 2005 war er auch stellvertretender Vorsitzender des niedersächsischen Verbandes für Sicherheit in der Wirtschaft. Von 1994 bis 2004 war er zudem Lehrbeauftragter der Universität Osnabrück. Seit 2014 lehrt Pieper (mit kurzen Unterbrechungen) am Institut für Politikwissenschaften (IfPol) an der Universität Münster, mit den Schwerpunkten Europäische Integration, Gesetzgebungsverfahren und Handelspolitik. 2025 erhielt er zudem einen Lehrauftrag an der wirtschaftswissenschaftlichen Fakultät der Technische Universität Bergakademie Freiberg für „Bessere Rechtssetzung in der EU“. Markus Pieper widmet sich heute der ehrenamtlichen Partei- und Bildungsarbeit sowie beratenden Funktionen.

## Europäisches Parlament und politische Laufbahn
Pieper war von 2017 bis 2024 parlamentarischer Geschäftsführer der CDU/CSU-Gruppe und Mitglied im Vorstand der EVP-Fraktion. Er war von 2009 bis 2014 stellvertretender Vorsitzender des Regionalausschusses und später des Ausschusses für Verfassungsfragen. Er befasste sich im Europäischen Parlament mit der Mittelstands- und Verkehrspolitik sowie der Haushaltskontrolle.
Das Parlament ernannte ihn mehrfach zum Berichterstatter wichtiger Dossiers, so für die „Zukunft der Regionalpolitik“, die „Entlastung des Gesamthaushalts der EU-Kommission“, die „Wettbewerbspolitik für die Luftverkehrswirtschaft“ und die „Erneuerbaren Energien Richtlinie RED 3“, die Wasserstoff-Regulierung und zahlreicher Mittelstandsdossiers, so zur KMU-Definition. Er gründete den Mittelstandskreis der EVP-Fraktion, dem heute 60 Abgeordnete aus 17 Ländern angehören.
Zu seinen weiteren politischen Funktionen zählte von 2007 bis 2024 die Mitgliedschaft im Landesvorstand der nordrhein-westfälischen CDU, von 2017 bis 2024 die beratende Mitgliedschaft im Bundesvorstand der CDU, von 2001 bis 2004 war er Vorsitzender des CDU-Gemeindeverbandes Lotte und von 2010 bis 2019 stellvertretender Vorsitzender im CDU-Kreisverband Steinfurt. 2021 wählte der CDU-Bundesparteitag Pieper in den Vorstand der Europäischen Volkspartei (EVP), dem er aktuell angehört. Er ist zudem als Energie- und Verkehrsexperte seit 2024 dem Vorstand der Europäischen Mittelstandsvereinigung (SME Circle) beigeordnet und als Mittelstandsexperte weiter in europäischen Medien präsent.
Nach zwanzig Jahren im Europäischen Parlament kandidierte er bei der Europawahl 2024 nicht mehr. Die zwischenzeitlich von der EU-Kommission angebotene Position als Mittelstandsbeauftragter trat er nach parteipolitisch motivierten Blockaden insbesondere durch den französischen EU-Kommissars Thierry Breton im April 2024 nicht an. Außerdem hatte es im Vorfeld der Europawahlen Kritik an der Kommissionspräsidentin und CDU-Parteikollegin Von der Leyen hinsichtlich des Auswahlverfahrens für den Posten gegeben.

## Ehrenamt
Über die politischen Funktionen hinaus engagiert sich Pieper ehrenamtlich in der Europa-Union sowie als stellvertretender Vorsitzender beim Deutschland- und Europapolitischen Bildungswerk NRW (DEPB), als Mitglied im Kuratorium des Max-Planck-Instituts für molekulare Biomedizin und als Mitglied im Kuratorium für Energie- und Bergrecht der Ruhr-Universität Bochum. Seit 2021 ist er auch Beiratsmitglied im Internationalen Wirtschaftsrat, Berlin. 2022 wurde Markus Pieper zudem in den Beirat der „EPICO KlimaInnovation“, Berlin, berufen, eine Denkfabrik und Netzwerk für nachhaltige, marktbasierte und innovationsorientierte Klima- und Energiepolitik. Seit 2024 ist Pieper EU-Koordinator für den Internationaler Wirtschaftssenat (IWS), einer Wirtschaftsvereinigung mit Anbindung an die Vereinten Nationen. 

## Positionen
Markus Pieper nimmt proeuropäische Positionen ein und sieht die EU als politische Erfolgsgeschichte, die Frieden sichert und Handeln erleichtert.
Er betont die Bedeutung von grenzüberschreitender Wirtschaft für Europa in einer globalisierten Welt.
Als Abgeordneter sprach Markus Pieper sich für einen Bürokratieabbau aus, insbesondere für kleinere und mittlere Unternehmen (KMU). So warb er für Ausnahmen beim Emissionshandel und der Abfallgesetzgebung sowie eine längere Übergangsfrist bei Unternehmen, die aus der KMU-Definition herausfielen.
Pieper setzte sich im Jahr 2020 dafür ein, in Europa neue Infrastruktur zur Nutzung von Erdgas aufzubauen. Ohne neue Gaskraftwerke werde es in weiten Teilen Osteuropas keine Energiewende geben. Im Interesse der deutschen Wirtschaft werde auch in Deutschland Erdgas als Brückentechnologie für die Grundlast und für Wasserstoffbeimischungen gebraucht.
Pieper kritisierte im Oktober 2020 das Votum des Europäischen Parlament das Klimaziel der EU auf 60 Prozent anzuheben mit den Worten dies sei eine „Fehleinschätzung“ und das Ziel ginge „extrem über die Pariser Klimaziele hinaus“.
Der Deutsche Naturschutzring beurteilt auf Basis von Abstimmungsaufzeichnungen aus seiner Zeit im Europaparlament seinen Einsatz für eine ehrgeizige Klima- und Energiepolitik als sehr schlecht. 2019 sagte Pieper dem Naturschutzring er stehe für eine „realistische, faktenbasierte Klimaschutzpolitik“. Er sei gegen reine Symbolpolitik und wolle, dass Klimaschutzziele und -maßnahmen etwas bewirken. Das ginge „nur mit Augenmaß und Sachverstand, der Menschen und Finanzen im Blick behält.“
Markus Pieper vertritt die Position, dass es mehr Zutrauen in die Marktwirtschaft und steuerliche Anreize für Investitionen geben müsse.
Er kritisiert „radikalen Klimaschutz“ und setzt sich ein für Technologieoffenheit und „Klimaoptimismus“.
Mit Blick auf den US Inflation Reduction Act fordert Markus Pieper eine vergleichbare europäische Unterstützung für die Investition in Innovationen und Erneuerbare Energien.

## Privates Leben
Markus Pieper ist verheiratet und hat mit seiner Frau drei Kinder. Die Familie lebt in Lotte. Er ist evangelisch-lutherischer Konfession und Mitglied in örtlichen Vereinen, so im Mühlenverein Wersen, im regionalen Hegering sowie in der Europa-Union Steinfurt, dem Münsterland e. V. und war lange kooptiert im Aufsichtsrat der Sportfreunde Lotte.

## Ehrungen und Auszeichnungen
Pieper wurde der Verdienstorden der Bundesrepublik Deutschland (Verdienstkreuz am Bande; 2021). verliehen.

## Veröffentlichungen
- Das interregionale Standortwahlverhalten der Industrie in Deutschland, Dissertation, ISBN 978-3-509-01658-1 Universität Hannover 1994
- Europa ist mehr als Griechenland und Gurkenkrümmung – ein Plädoyer für mehr Stabilität und Subsidiarität. Aufsatz in Ordnungspolitik in Deutschland -Quo Vadis? S. 188–197 Hrsg. Mittelstands- und Wirtschaftsvereinigung der CDU/CSU Berlin 2011
- Soziale Marktwirtschaft in der Europäischen Union. Das Modell für Europas Zukunft im globalen Wettbewerb. Aufsatz in Analysen und Argumente. Konrad-Adenauer-Stiftung. April 2018 (Ausgabe 298).
- Soziale Marktwirtschaft in der Europäischen Union. In "Die Soziale Marktwirtschaft" S. 133–146. Beiträge zur Landes- und Volkskunde Bd. 99, 2019.
- Corona-Hilfen: Nur sinnvoll in einem marktwirtschaftlichen Ordnungsrahmen, LUDWIG-ERHARD-STIFTUNG E.V.  Markus Pieper/Carsten Linnemann  April 2020
- EU Wettbewerbsfähigkeit in Gefahr - Braucht es eine Regulierungsbremse angesichts währender Herausforderungen? in BDA Die Arbeitgeber 2023
- Klimaoptimismus statt Weltuntergang, in Cicero Juli 2023
- Mehr Wettbewerb für Europa: Was die EU braucht. Mehr Zutrauen in Menschen und Marktwirtschaft, Astrid Hamker/Markus Pieper August 2023